# Тэйн, Гэри
Гэри (Гари) Мёрвин Тэйн (англ. Gary Mervin Thain; 15 мая 1948, Крайстчерч, Новая Зеландия — 8 декабря 1975, Лондон) — бас-гитарист, известный как участник Uriah Heep.

## Биография
Как участник группы The New Nadir переехал из Новой Зеландии в Лондон, где ему однажды довелось сыграть джэм-сэйшн с Джими Хэндриксом. В 1969 году группа распалась.
После этого он становится участником группы Keef Hartley Band, которая в 1971 году гастролирует вместе с Uriah Heep. Музыканты Uriah Heep обратили на него внимание, и в феврале 1972 г. он становится басистом группы, с которой играет до февраля 1975 г. Во время его последнего тура с Uriah Heep 15 сентября 1974 г. на выступлении в Далласе во время исполнения «July Morning» он получил сильный удар током, от чего серьёзно пострадал и был госпитализирован. Последующие концерты тура пришлось отменить. Был уволен из группы и заменён басистом/вокалистом, пришедшим из King Crimson, Джоном Уэттоном.
Его стиль был ярок и характеризовался отличными и мелодичными басовыми партиями. Он играл на четырёх альбомах группы: Demons and Wizards, The Magician's Birthday, Sweet Freedom и Wonderworld, а также на концертном альбоме Uriah Heep Live. Его предшественник в Uriah Heep Пол Ньютон отозвался о его стиле так: «Гэри был уникальным исполнителем. Я бы сказал, он был даже не басистом в ритм-секции, а соло-гитаристом на бас-гитаре. Его бас исполнял мелодию, а не ритм».
Был найден мёртвым у себя дома в Норвуд-Грине. Официальная причина — передозировка героином.

## Дискография
Champion Jack Dupree 
- Scoobydoobydoo (1969)

 Martha Velez 
- Fiends and Angels (1970)

 Keef Hartley Band 
- Halfbreed (1969)
- The Battle of North West Six (1969)
- The Time is Near (1970)
- Little Big Band Live at The Marquee 1971 (1971)
- Overdog (1971)
- 72nd Brave (1972)

 Miller Anderson 
- Bright City (1971)

 Pete York Percussion Band 
- The Pete York percussion band (1972)

 Uriah Heep 
- Demons and Wizards (1972)
- The Magician's Birthday (1972)
- Uriah Heep Live (1973)
- Sweet Freedom (1973)
- Wonderworld (1974)

 Ken Hensley 
- Proud Words on a Dusty Shelf (1973)